# رودريغو غونزاليس باريوس
رودريغو غونزاليس باريوس (بالإسبانية: Rodrigo González Barrios)‏ هو سياسي مكسيكي، ولد في 12 مارس 1958 في المكسيك. حزبياً، نشط في حزب الثورة الديمقراطية. وقد انتخب عضو مجلس النواب المكسيك.